# بیت‌المال

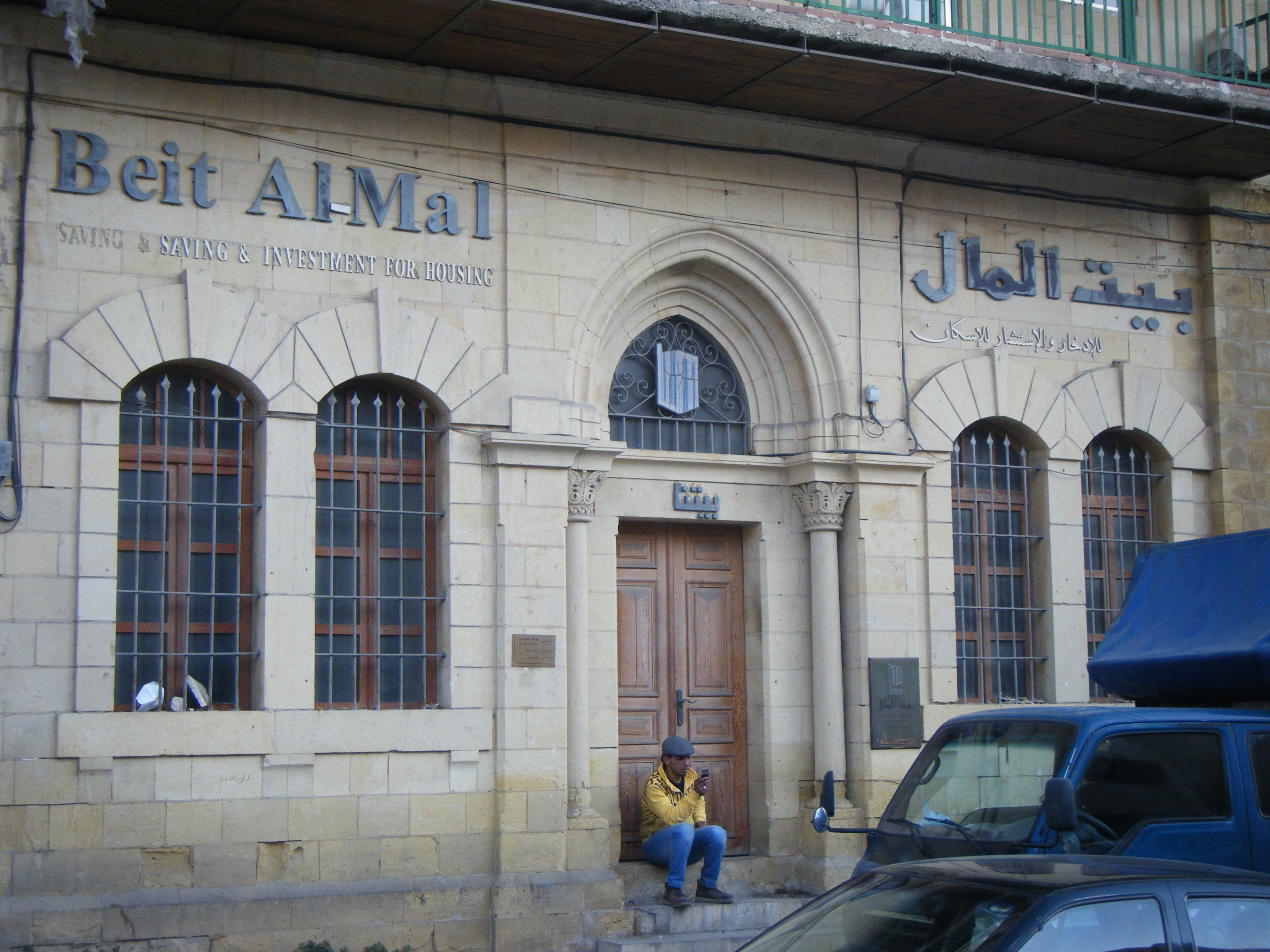
ساختمان تاریخی در سلط، اردن که بر روی آن واژه‌ی «بیت‌المال» وجود دارد.

بیت‌المال، به مکانی گفته می‌شود که اموال عمومی متعلّق به همهٔ مسلمانان در آن‌جا جمع و نگهداری می‌شود تا در مصالح آنان صرف گردد. عنوان «بیت المال» بر خود اموال نیز گفته می‌شود.
که هم به صورت مال نقدی، نظیر پول، سکه، طلا، جواهرات است. و هم به صورت اموال، تجهیزات و وسایل خریداری شده. در تملک بیت المال نیز محسوب می‌شود.